# Campylorhamphus pusillus
Campylorhamphus pusillus là một loài chim trong họ Furnariidae.